# Cian Uijtdebroeks
Cian Uijtdebroeks (* 28. Februar 2003) ist ein belgischer Radrennfahrer.

## Sportlicher Werdegang
Als Junior zählte Uijtdebroeks zu den besten Radrennfahrern im Nachwuchsbereich. 2020, in seinem ersten Jahr als Junior gewann er das Junioren-Rennen von Kuurne–Brüssel–Kuurne. Zur Saison 2021 wurde er Mitglied im Team Bora-hansgrohe, jedoch fuhr er noch ein Jahr für das Nachwuchsteam von Bora-Hansgrohe Team Auto Eder. In diesem Jahr gewann er international vier Rennen sowie die Gesamtwertung von Aubel-Thimister-Stavelot. Zudem wurde er Belgischer Junioren-Meister sowie Vize-Junioren-Europameister jeweils im Einzelzeitfahren.
Zur Saison 2022 wurde Uijtdebroeks direkt in das UCI WorldTeam von Bora-Hansgrohe übernommen. Nach Platz acht bei der Tour of Norway gewann er die Nachwuchswertung bei der Sibiu Cycling Tour und wurde zudem Gesamtdritter der rumänischen Rundfahrt. Seine ersten Erfolge erzielte er jedoch mit der belgischen U23-Nationalmannschaft, mit der er die zwei Bergankünfte der Tour de l’Avenir 2022 gewann und damit auch die Gesamtwertung sowie die Berg- und Nachwuchswertung für sich entschied.
Im Jahr 2023 bestritt er mit der Katalonien-Rundfahrt, Tour de Romandie und Tour de Suisse seine ersten Rundfahrten der UCI WorldTour, die er mit den Plätzen neun, sechs und sieben jeweils in den Top 10 der Gesamtwertung beendete. Am Ende der Saison gab er bei der Vuelta a España 2023 sein Grand Tour Debüt und belegte im Alter von 20 Jahren den achten Gesamtrang und den zweiten Platz in der Nachwuchswertung. Anfang Dezember kündigte Uijtdebroeks einseitig seinen Vertrag mit Bora-hansgrohe, um zur Saison 2024 dem Team Visma-Lease a Bike beizutreten. Nach einem zweiwöchigen Transferpoker mit gegenseitigen Anschuldigungen einigten sich die beiden Teams auf einen vorzeitigen Wechsel.
In seiner ersten Saison beim Team Visma-Lease a Bike wurde Uijtdebroeks Gesamtfünfter bei der Fernfahrt Tirreno–Adriatico, die sein Teamkollege Jonas Vingegaard gewann. Beim Giro d’Italia 2024 ging er als Kapitän der niederländischen Mannschaft an den Start. Nach dem ersten Ruhetag lag Uijtdebroeks als Gesamtfünfter an der Spitze der Nachwuchswertung, ehe er die Italien-Rundfahrt im Vorfeld der 11. Etappe krankheitsbedingt verließ. Auch bei der Vuelta a España 2024 kam er nicht ins Ziel, da er aufgrund einer COVID-19-Infektion nicht zur 15. Etappe antreten konnte. Zuvor hatte er bereits über Taubheitsgefühle in den Beinen geklagt und konnte nicht an die Leistungen des Vorjahres anknüpfen.
In der Saison 2025 gewann durch einen Sieg auf der bergigen Abschlussetappe der Tour de l’Ain auch die Gesamtwertung dieser Rundfahrt und damit sein ersten Elite-Wettbewerbe.

## Erfolge
2020
- Kuurne–Brüssel–Kuurne Juniors

2021
- Grand Prix West Bohemia
- La Classique des Alpes Juniors
- eine Etappe und Bergwertung Ain Bugey Valromey Tour
- Gesamtwertung und Mannschaftszeitfahren Aubel-Thimister-Stavelot
- eine Etappe Course de la Paix Juniors
- Belgischer Meister – Einzelzeitfahren (Junioren)
- Europameisterschaften – Einzelzeitfahren (Junioren)

2022
- Nachwuchswertung Sibiu Cycling Tour
- Gesamtwertung, zwei Etappen, Bergwertung und Nachwuchswertung Tour de l’Avenir

2025
- Gesamtwertung, eine Etappe, Bergwertung und Nachwuchswertung Tour de l’Ain

## Grand Tour-Platzierungen
| Grand Tour            | 2023 | 2024 | 2025 |
| --------------------- | ---- | ---- | ---- |
| Giro d’ItaliaGiro     | –    | DNF  | –    |
| Tour de FranceTour    | –    | –    | –    |
| Vuelta a EspañaVuelta | 8    | DNF  |      |